# Lougé-sur-Maire
Lougé-sur-Maire là một xã thuộc tỉnh Orne trong vùng Normandie tây bắc nước Pháp. Xã này nằm ở khu vực có độ cao trung bình 220mét trên mực nước biển.